# Маяксем, Леонид Александрович
Леони́д Алекса́ндрович Маяксем (настоящая фамилия Степа́нов; 2 января 1938, деревня Сикасси, Чувашская АССР — 11 января 2014, Чебоксары) — чувашский писатель, прозаик. Член Союза писателей СССР с 1974 года.

## Биография
Окончил 7 классов, затем получил специальность киномеханика в Саратове; показывал в селениях Яльчикского района кинофильмы на передвижной киноустановке.
Отслужив в армии, работал на чебоксарском электромеханическом заводе токарем.
Работал в Чувашрадио.
Заочно окончил Литературный институт имени М. Горького.
1974—1980 гг. — в бюро пропаганды художественной литературы Союза писателей Чувашии, руководитель чувашского отдела Литературного фронта.

## Творчество
Первый очерк напечатал в 1961 году в журнале Ялав. С 1981 года занимается литературой профессионально.

### Известные книги
- «Килет шурăмуç çуталса» Рассветает (1970),
- «Тупатăпах сана, Сильва» Я найду тебя, Сильва (1972)
- «Асамлă каскăч» Волшебный сошник (1976)
- «Аманнă турат» Сломанная ветка (1980)
- «Вĕлтрен милĕкĕ» Крапивный веник (1980).

На русском:
- «Я найду тебя, Сильва» (1984)
- «Вторая встреча», (1988).